# Christopher Frayling
Sir Christopher Frayling (* 25. Dezember 1946 in Hampton, London) ist ein britischer Historiker und Autor zahlreicher Studien zur populären Kultur.

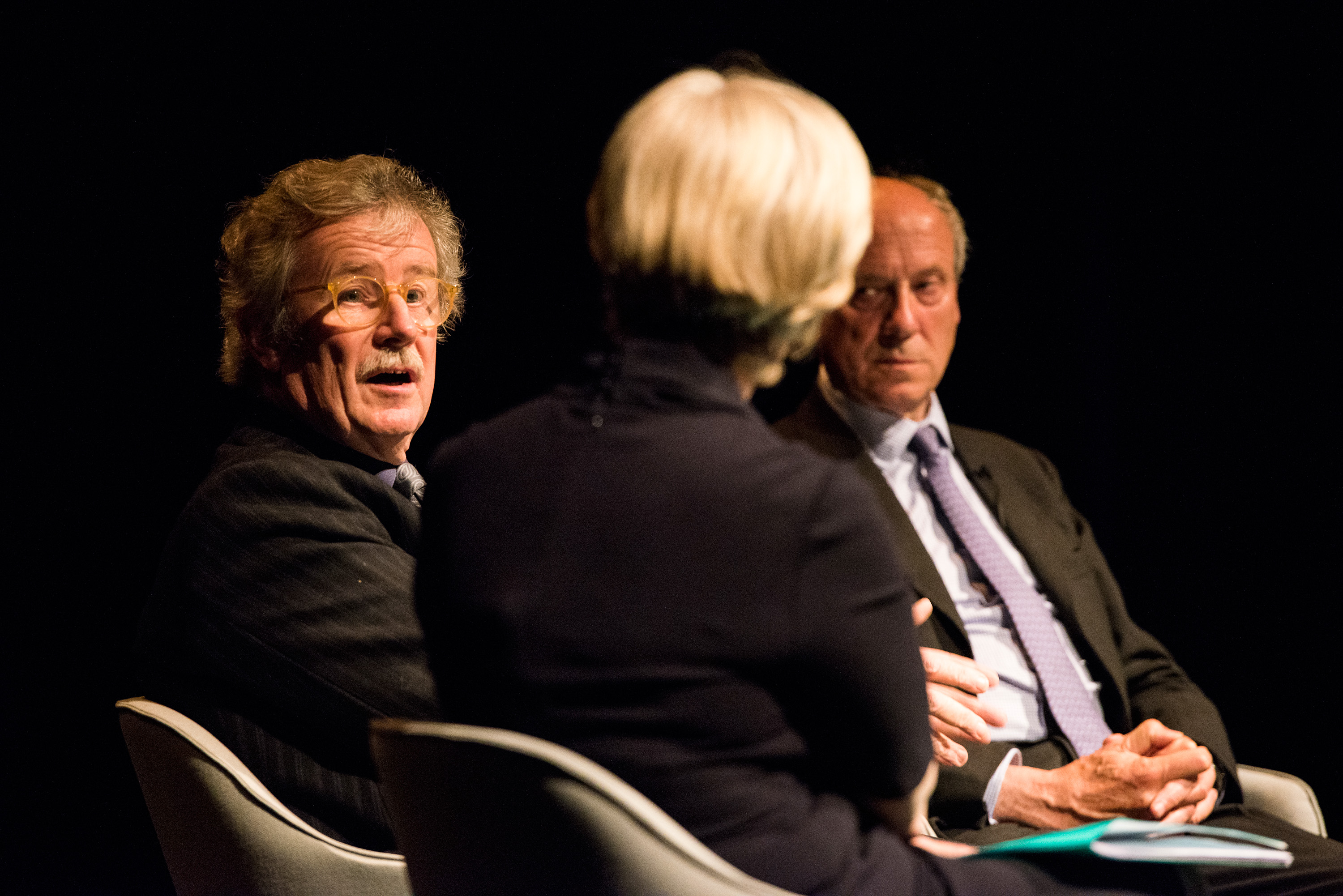
Christopher Frayling (links) an der University of Bath (2015)

## Leben
Frayling leitete in den 1980er Jahren das British Film Institute; zur Mitte des folgenden Jahrzehntes begann er mit Tätigkeiten an Hochschulen und Universitäten. So lehrte er an der University of Bath Geschichte, dort erhielt er auch einen Ehrendoktorgrad im Jahr 2003. Von 2005 bis 2009 war er der Chairman des Arts Council England, eine Aufgabe, die er bereits zuvor für das Design Council, das „Royal Mint Advisory Committee“ und das Victoria and Albert Museum übernommen hatte.
2001 wurde Frayling für seine Verdienste zur Kunst- und Gestaltungserziehung als Knight Bachelor geadelt. 2015 wurde er in die Academia Europaea gewählt.
Zahlreiche Publikationen sind das Ergebnis seiner Arbeiten, die auch Radio- und Fernsehinterviews mit zahlreichen Persönlichkeiten der Filmbranche umfassen. Besonderes Augenmerk legte er dabei auf Italowestern und hierbei auf das Œuvre Sergio Leones.

## Publikationen (Auswahl)
- Once upon a Time in the West - Shooting a Masterpiece. Reel Art Press, London 2019, 335 S., ISBN 978-1-909526-33-4.
- Sergio Leone. Something to do with Death. University of Minnesota Press, Minneapolis MN 2012, 592 S., ISBN 978-0-8166-4683-8.
- Once Upon a Time in Italy. The Westerns of Sergio Leone. Thames & Hudson, London 2005, 240 S. ISBN 0-500-51228-0.
- Things to come (= BFI Film Classics). British Film Institute, London 1995, 83 S., ISBN 0-85170-480-8.
- Vampyres. Lord Byron to Count Dracula. Faber and Faber, London u. a. 1992, 528 S. ISBN 0-571-16311-4.
- Spaghetti Westerns. Cowboys and Europeans from Karl May to Sergio Leone. Routledge & Paul, London u. a. 1981, 304 S., ISBN 0-7100-0503-2.